# 普吕讷雷特
普吕讷雷特（法語：Pluneret，法語發音：[plynʁɛt]）是法国莫尔比昂省的一个市镇，属于洛里昂区。

## 地名
该地名“Pluneret”发音为[plynʁɛt]，字母“t”发音，《世界地名翻译大辞典》与《世界地名译名词典》将其误译作“普吕讷雷”。

## 地理
普吕讷雷特（47°40'32"N, 2°57'27"W）面积26.2 平方千米，位于法国布列塔尼大區莫尔比昂省，该省份为法国西北部沿海省份，位于布列塔尼半岛南部，北起阿摩尔滨海省、西接菲尼斯泰尔省，南濒大西洋，东南接大西洋卢瓦尔省，东临伊勒-维莱讷省。
与普吕讷雷特接壤的市镇（或旧市镇、城区）包括：圣安娜多赖、普吕梅尔加、普莱斯科普、普卢古默朗、勒博诺、歐賴、布雷克。
普吕讷雷特的时区为UTC+01:00、UTC+02:00（夏令时）。

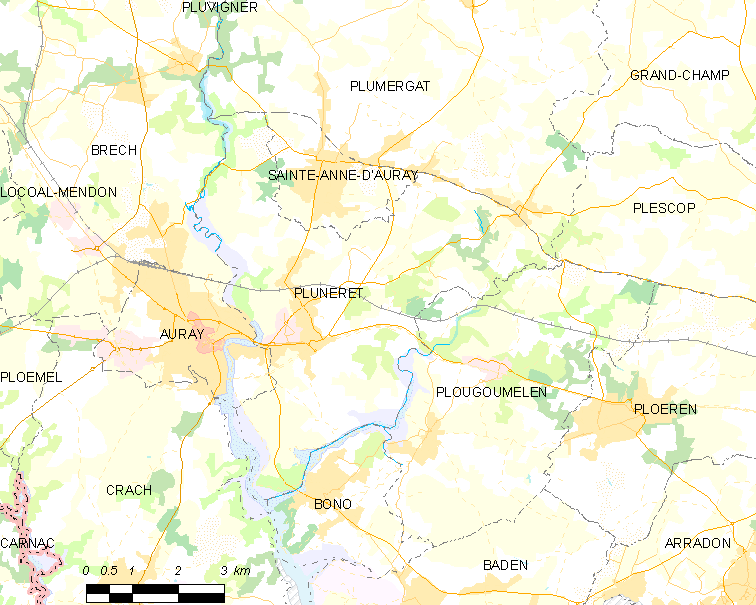
普吕讷雷特的OSM定位图

## 行政
普吕讷雷特的邮政编码为56400，INSEE市镇编码为56176。

## 政治
普吕讷雷特所属的省级选区为欧赖县。

## 人口

1962-2008年间普吕讷雷特人口变化图示

普吕讷雷特于2022年1月1日时的人口数量为6257人。